# 察隅冷杉
察隅冷杉（学名：Abies chayuensis）是松科冷杉属的植物，是中国特有植物。分布在中国大陆的西藏：察隅等地，生长于海拔3,800米的地区，多生长在阳坡，目前尚未由人工引种栽培。